# Paján
Paján ist eine Kleinstadt und eine Parroquia urbana im Kanton Paján der ecuadorianischen Provinz Manabí. Die Parroquia besitzt eine Fläche von 153,8 km². Die Einwohnerzahl lag im Jahr 2010 bei 12.266. Davon lebten 6977 Einwohner im urbanen Bereich von Paján. Im Jahr 1824 wurde der Ort Paján oder Pajonales eine Parroquia rural im Kanton Jipijapa. Am 7. November 1951 wurde mit der Einrichtung des Kantons Paján der Ort zu dessen Verwaltungssitz und zu einer Parroquia urbana.

## Lage
Die 125 m hoch gelegene Stadt Paján befindet sich in der Cordillera Costanera am Río Paján, Oberlauf des Río Colimes. Paján befindet sich 55 km südlich der Provinzhauptstadt Portoviejo sowie 38 km von der Pazifikküste entfernt. Eine 9 km lange Nebenstraße verbindet Paján mit der Fernstraße E482 (Nobol–Jipijapa). Das Areal wird über den Río Paján nach Süden entwässert.
Die Parroquia Paján grenzt im Westen an die Parroquia Pedro Pablo Gómez, im Nordwesten und im Norden an die Parroquias Julcuy, El Anegado und La Unión (alle vier im Kanton Jipijapa), im Nordosten an die Parroquia Noboa (Kanton 24 de Mayo), im Südosten an die Parroquia Campozano sowie im Südwesten an die Parroquia Cascol.